# 金华市第八中学
金华市第八中学简称金华八中或八中，是浙江省二级重点中学。建成时位于金华市婺城区龙渎河南岸，双龙大桥西侧。2023年9月开始，临时搬迁至婺城区积道街138号（原金华市西苑中学），并计划在苏孟乡建设新校区。

## 特色
于1999年开始探索美术特色化教学道路并创立美术特长班。
2013年9月金华八中建立法语与阿拉伯语的小语种班级，现存有日语与法语小语种班级。

## 友好学校
- 法國瓦朗斯圣母中学
- 臺灣南投埔里中学